# Apeadero de Breda
El Apeadero de Breda fue una plataforma ferroviaria de la Línea de la Beira Alta, que servía a la antigua localidad de Breda, en el ayuntamiento de Mortágua, en Portugal.

## Historia
Este apeadero se encontraba en el tramo entre Pampilhosa y Vilar Formoso de la Línea de la Beira Alta, que fue inaugurado por la Companhia dos Caminhos de Ferro Portugueses da Beira Alta el 1 de julio de 1883.